# Universität Piräus
Die Universität Piräus (griechisch Πανεπιστήμιο Πειραιώς Panepistímio Pireós) ist eine staatliche Universität in der griechischen Hafenstadt Piräus.
Die Universität Piräus geht auf die 1938 gegründete Industrieschule Piraeus zurück, welche 1945 in die Höhere Schule für industrielle Studien überführt wurde und 1989 den Status einer
Universität sowie ihren heutigen Namen erhielt.

## Fakultäten
Es gibt 9 Fakultäten (bzw. Abteilungen – griechisch: Τμήματα):
- Fakultät für Volkswirtschaft
- Fakultät für Betriebswirtschaft
- Fakultät für Statistik und Versicherungswissenschaft
- Fakultät für Finanzwirtschaft und Bankwesen
- Fakultät für Industriemanagement
- Fakultät für Seemannschaft
- Fakultät für Informatik
- Fakultät für Naturwissenschaften
- Fakultät für Internationale und European Studies

## Trivia
Angelos Kotios, der Rektor der Universität, ist ein Schüler von Joachim Starbatty.